# Anisodes australis
Anisodes australis är en fjärilsart som beskrevs av Louis Beethoven Prout 1938. Anisodes australis ingår i släktet Anisodes och familjen mätare. Inga underarter finns listade i Catalogue of Life.